# Marokkanisch-spanische Beziehungen

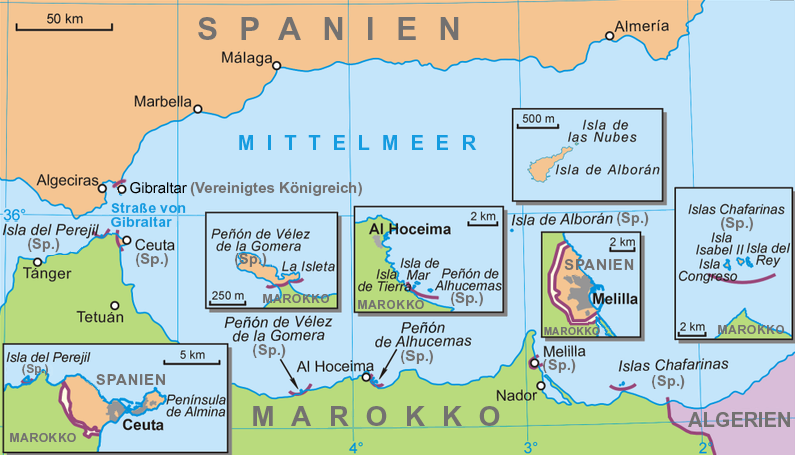
Spanisch-marokkanische Grenze

Die Marokkanisch-spanischen Beziehungen sind das bilaterale Verhältnis zwischen dem Königreich Marokko und dem Königreich Spanien. Beide Staaten unterhalten umfangreiche diplomatische und wirtschaftliche Beziehungen. Das Verhältnis war jedoch lange angespannt und konfliktreich. Beide Länder sind Nachbarn und die marokkanisch-spanische Grenze trennt die Plazas de Soberanía (einschließlich Melilla und Ceuta) an der Mittelmeerküste vom marokkanischen Festland. Marokko erhebt Anspruch auf die spanischen Plazas de Soberanía, was ein ungeklärter Konflikt zwischen beiden Seiten ist.

## Geschichte

### Vorgeschichte

#### Mittelalter
Das Heer der Umayyaden unter der Führung von Táriq ibn Ziyad nutzte die Streitigkeiten im Zusammenhang mit dem Kampf um die Kontrolle des Westgotenreichs und überquerte 711 vom heutigen Marokko aus die Meerenge von Gibraltar. Damit begann die islamische Eroberung der Iberischen Halbinsel. In den folgenden Jahren kämpften die lokalen christlichen Herrscher gegen die muslimischen Herrscher oder gingen politische oder kommerzielle Beziehungen mit ihnen ein.

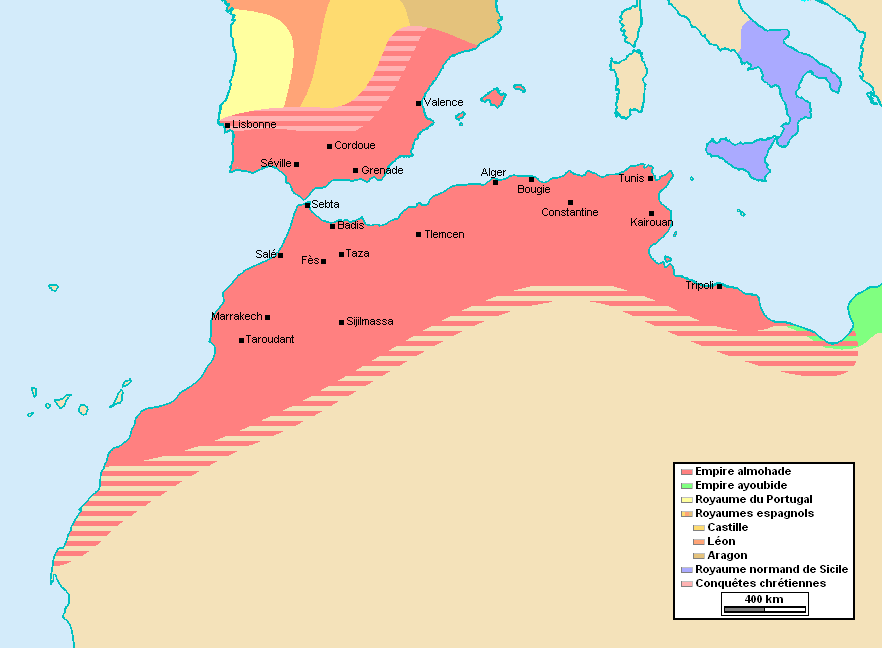
Almohadenreich (um 1180)

In der Schlacht von Simancas (839) gegen das Kalifat von Córdoba erlangte das Königreich León die Kontrolle über den Duero in der heutigen Provinz Valladolid. Das Kalifat von Córdoba bestand bis zu seinem Untergang zu Beginn des 11. Jahrhunderts und wurde anschließend durch kurzlebige islamische Kleinstaaten ersetzt.
Die Almohaden-Dynastie hatte 1147 Marrakesch erobert und gleichzeitig die Almoraviden in Al-Andalus abgelöst. Ein wichtiges Ereignis dieser Periode war die Schlacht bei Las Navas de Tolosa (1212), in der eine Reihe christlicher Königreiche den König von Kastilien gegen das Kalifat der Almohaden im Norden der Provinz Jaén unterstützte und die Almohaden besiegt wurden.
Das nasridische Emirat von Granada, welches der 1265 begonnenen kastilischen christlichen Expansion entgegentreten wollte, benötigte Ende 1274 die Hilfe von Fès und trat die Orte Algeciras und Tarifa an die Meriniden ab, das auf diese Weise im südlichsten Teil der Iberischen Halbinsel Fuß fasste, was mit der Schlacht am Río Salado (1340) endete, als der portugiesische und der kastilische König sowohl die Mariniden als auch die Nasriden besiegten.
Das letzte muslimische Territorium auf der Iberischen Halbinsel war Granada, das 1492 von den Katholischen Königen erobert wurde, womit die Reconquista vollendet wurde. Die spanischen Juden und später die Muslime und Morisken wurden vertrieben, und viele von ihnen ließen sich in den Barbareskenstaaten nieder, welche über Jahrhunderte den Mittelmeerraum unsicher machten.

#### Frühe Neuzeit
Als das spanische und das portugiesische Reich die Welt durch den Vertrag von Tordesillas (1492) aufteilten, eroberten und unterhielten diese Reiche Städte an der marokkanischen Küste, wie Ceuta (1415), Melilla (1497) oder Mazagan (1502). Casablanca wurde 1575 von den Portugiesen besetzt und erhielt den portugiesischen Namen Casa Branca („Weißes Haus“). Ab 1580 waren Spanien und Portugal für sechzig Jahre als Iberische Union in einem Reich vereint.
Nach ihrer endgültigen Vertreibung im Jahr 1609 kamen etwa 40.000 Morisken nach Marokko, da sie der Zusammenarbeit mit der Regentschaft von Algier (Osmanisches Reich) und den Berberpiraten beschuldigt wurden, die die spanischen Küsten überfielen und Schiffe für Waren und Sklaven plünderten. Sie wurden von den Alaouiten nicht freundlich aufgenommen, da sie sich spanisch kleideten, spanisch sprachen und der Bekehrung zum Christentum beschuldigt wurden. Der Piratenhafen der Republik Salé am Ufer des Bou-Regreg wurde von Moriskos aus Hornachos, dem heutigen Badajoz, gegründet.
Im 17. Jahrhundert erwarb Spanien Larache (1610–1689 unter spanischer Herrschaft) vom Sultan Mohammed esch Scheich el Mamun als Gegenleistung für die spanische Unterstützung in den internen Kämpfen der Saadier gegen seinen Bruder Zidan Abu Maali. 1689 wurde Larache von den Truppen des alaouitischen Sultans Mulai Ismail eingenommen.
Im Jahr 1612 stahlen spanische Freibeuter die Zaydani-Bibliothek, eine Sammlung von schätzungsweise 4.000 literarischen und wissenschaftlichen Manuskripten, die Sultan Zidan bin Ahmad aus der Saadier-Dynastie gehörte. Diese Manuskripte werden noch immer in El Escorial aufbewahrt.

#### Späte Neuzeit
Während der Kriege zwischen Spanien und der Regentschaft Algier belagerte das cherifische Reich im späten 17. und im 18. Jahrhundert mit Hilfe des Königreichs Großbritannien mehrmals die spanische Stadt Ceuta. Auch Melilla wurde 1774 von den Marokkanern belagert. Während des Unabhängigkeitskrieges der USA gegen das Vereinigte Königreich unterstützte Mulai Muhammad 1777 die spanische und französische Anerkennung der USA, die vom Gouverneur des spanischen Louisiana, Luis de Unzaga y Amézaga, eingefädelt wurde. 1780 unterzeichneten Spanien und Marokko den Vertrag von Aranjuez, der den Handel zwischen den beiden Nationen regelte. Ceuta wurde jedoch 1790–1791 erneut belagert.

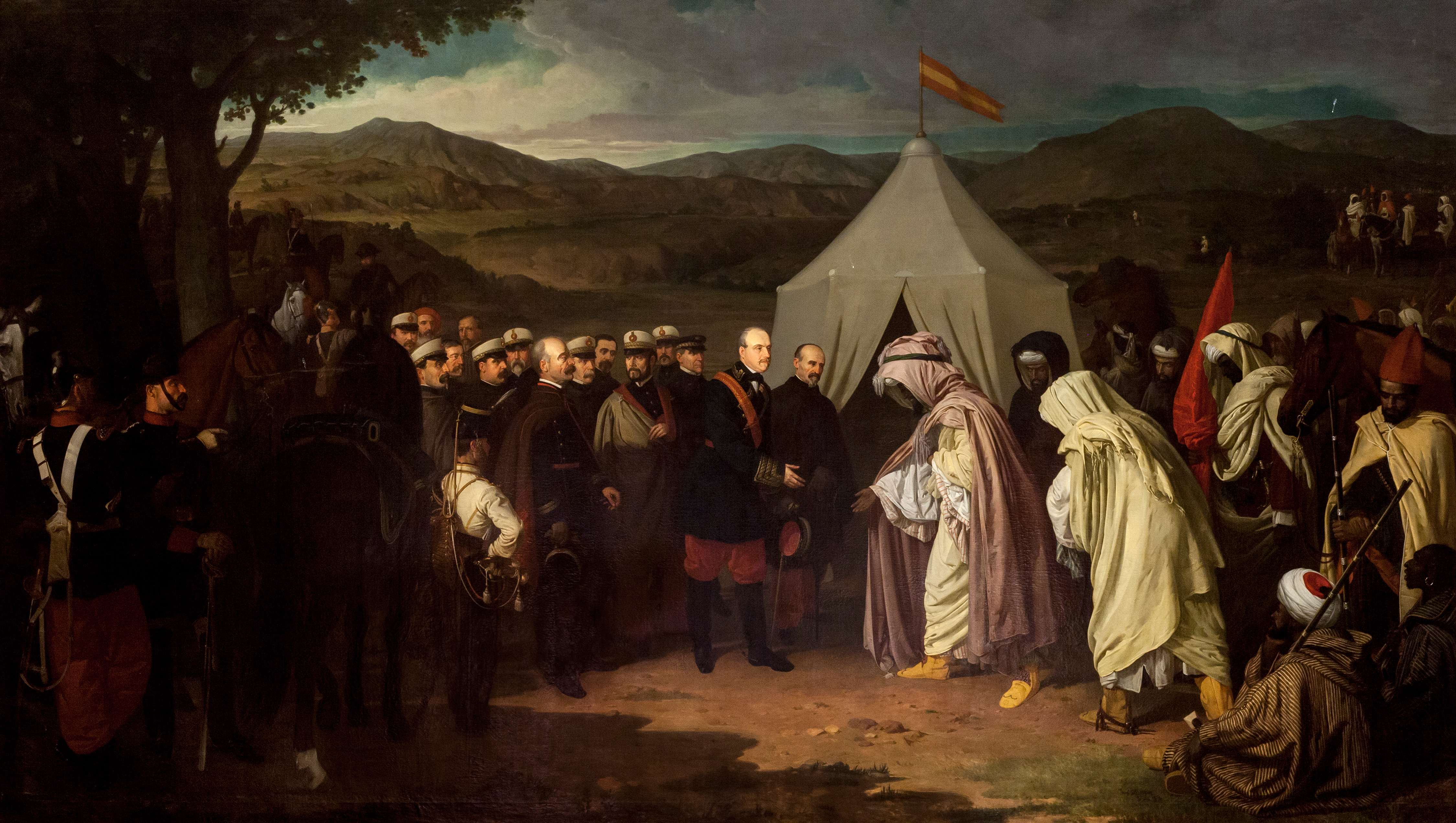
Vertrag von Wad Ras (1860)

Außerdem besetzte Spanien von 1859 bis 1862 gemäß dem Vertrag von Wad Ras (1860) Tétouan, nachdem Abd al-Rahman sich außerstande sah, die marokkanischen Stämme zu kontrollieren, die das Hinterland von Ceuta überfielen. Der Sultan erkannte den Spaniern das Recht zu, einen Fischereihafen in Santa Cruz de la Mar Pequeña zu errichten, das damals an der Stelle des heutigen Sidi Ifni lag. In der Schlacht von Tetuan 1860 wurde die Mellah, das jüdische Viertel von Tetuan, geplündert. Nachdem Marokko die Kriegsreparationen gezahlt hatte (teilweise mit Geld, das die Briten geliehen hatten), zog der spanische General Leopoldo O’Donnell 1862 seine Truppen aus Tétouan ab.
Nach 1863 wurde eine spanische diplomatische Mission unter der Leitung von Francisco Merry y Colom an den Hof des marokkanischen Sultans in Marrakesch entsandt, mit den spezifischen Zielen der Rehabilitierung von Muley El-Abbás, dem hispanophilen Bruder des Sultans, der Förderung der kommerziellen Aktivitäten in Ceuta und Melilla, der Öffnung des Hafens von Agadir für spanische Schiffe, der Verbesserung der Versorgung von Ceuta und der Verbesserung des Status der Spanier in Marokko. Damit wurde die Schaffung der Grundlage für die kommerziellen und diplomatischen Beziehungen Spaniens mit Marokko in Friedenszeiten gelegt.
Nach dem Besuch einer spanischen Delegation in Fes im Jahr 1877 wurde ein gemeinsames spanisch-marokkanisches Komitee gegründet, um die Lage des Gebiets von Santa Cruz de la Mar Pequeña zu bestimmen, das im Vertrag von Wad Ras von 1860 festgelegt wurde. Diese Kommission identifizierte Santa Cruz de la Mar Pequeña schließlich fälschlicherweise mit Ifni, das in Wirklichkeit etwa 480 Kilometer nördlich der eigentlich gemeinten Festung lag. Der marokkanische Sultan akzeptierte die Festlegung im Jahr 1883, auch wenn die Grenzziehung zu diesem Zeitpunkt nicht stattfand und die tatsächliche spanische Besetzung bis 1934 warten musste.
1884 erhielt Spanien das Küstengebiet der heutigen Westsahara auf der Kongokonferenz in Berlin zugesprochen und begann mit der Errichtung einer Handelsstation, der Stadt Villa Cisneros, dem späteren Ad-Dakhla, auf einer Halbinsel im Südteil der heutigen Westsahara, der zur Kolonie Río de Oro erklärt wurde. In den Jahren danach wurden weitere kleine Handelsniederlassungen gegründet und bei Notwendigkeit zu militärischen Stützpunkten ausgebaut.

#### Seit dem 20. Jahrhundert

Aufteilung Marokkos (1912)

Das spanische Protektorat über Marokko wurde am 27. November 1912 durch den Abschluss eines Vertrags zwischen Frankreich und Spanien errichtet. Spanien fühlte sich durch die französische Dominanz in Marokko bedroht, weshalb beide Staaten Marokko aufteilten. Im Vergleich zu Frankreich, dem die Kontrolle über den größten Teil des marokkanischen Staates übertragen wurde, erhielt Spanien ein kleines, größtenteils gebirgiges und schwer zugängliches Territorium im Norden Marokkos, zu dem der Kap-Juby-Streifen, ein kleiner Landstreifen in Südmarokko, der an die spanische Sahara grenzt, hinzukam. Die Stadt Tanger wurde die Internationale Zone von Tanger.
Nach dem Ersten Weltkrieg wurde die Rif-Republik unter der Führung des Guerillaführers Abd al-Krim ein abtrünniger Staat, der von 1921 bis 1926 in der Rif-Region existierte, der von einer gemeinsamen Expedition der spanischen Afrika-Armee und der französischen Streitkräfte im Rifkrieg unterworfen und aufgelöst wurde.
Die Spanier verloren bei der Schlacht von Annual von Juli bis August 1921 mehr als 13.000 Soldaten. Die Kontroverse in Spanien über die Kriegsführung war ein treibender Faktor für den Militärputsch von General Miguel Primo de Rivera im Jahr 1923, der den spanischen Bürgerkrieg (1936–39) vorwegnahm.
Der Spanische Bürgerkrieg begann 1936 mit einem Aufstand gegen die republikanische Regierung, der in Spanisch-Marokko bei der dort stationierten spanischen Afrika-Armee begann, obwohl innerhalb eines Tages Aufstände in Spanien selbst ausbrachen. Diese Truppe, zu der auch eine beträchtliche Anzahl marokkanischer Truppen (regulares) gehörte, stand unter dem Kommando von Francisco Franco (der viel Zeit in Marokko verbrachte) und bildete den Kern der spanischen nationalistischen Armee. Die Kommunistische Partei Spaniens und die Arbeiterpartei der marxistischen Einheit (POUM) vertraten eine antikoloniale Politik und setzten die republikanische Regierung unter Druck, die Unabhängigkeit Spanisch-Marokkos zu unterstützen, um eine Rebellion in Francos Rücken auszulösen und seine marokkanischen Truppen zum Aufstand zu bewegen. Die Regierung, die damals von der Sozialistischen Arbeiterpartei Spaniens (PSOE) geführt wurde, lehnte diese ab, da dies wahrscheinlich zu einem Konflikt mit Frankreich, dem Kolonialherren des anderen Teils Marokkos, geführt hätte. Da die vor Ort rekrutierten muslimischen regulares zu Francos effektivsten Truppen gehörten, genoss das Protektorat Marokko nach Francos Sieg mehr politische Freiheit und Autonomie als das franquistische Spanien selbst.
Als Frankreich 1956 sein Protektorat über Marokko beendete, löste Spanien das Protektorat auf und trat das Gebiet an das neue unabhängige Königreich ab, behielt aber die Plazas de soberanía, die vor der Kolonialzeit zu Spanien gehörten, sowie Kap Juby, Ifni und andere Kolonien (wie die spanische Sahara). Die marokkanische Befreiungsarmee war nicht bereit, dies zu akzeptieren und führte Krieg gegen die spanischen Streitkräfte. Im Ifni-Krieg von 1958, der sich von Sidi Ifni bis nach Río de Oro erstreckte, gewann Marokko Tarfaya (den südlichen Teil des Protektorats) und reduzierte die spanische Kontrolle über das Gebiet von Ifni auf die Grenzen der Stadt selbst. Marokko und Spanien verhandelten über ein Jahr lang über Ifni, wobei Marokko auch die Kontrolle über Ceuta und Melilla anstrebte, während Spanien nur bereit war, die Kontrolle über Ifni aufzugeben. Am 5. Januar 1969 unterzeichneten Marokko und Spanien den Vertrag über die Abtretung von Ifni an Marokko. Ceuta, Melilla (mitsamt einiger weiterer kleiner Gebiete im Norden) und die spanische Sahara im Süden verblieben unter spanischer Kontrolle.
Im Winter 1975, kurz vor dem Tod seines langjährigen Diktators Francisco Franco, sah sich Spanien mit einer intensiven Kampagne territorialer Forderungen seitens Marokkos und in geringerem Maße auch Mauretaniens in der Spanischen Sahara konfrontiert. Diese gipfelten im Grünen Marsch, bei dem eine von der marokkanischen Regierung koordinierte Massendemonstration von 350.000 Menschen mehrere Kilometer in das Gebiet der Westsahara vordrang und dabei das drei Wochen zuvor ergangene Gutachten des Internationalen Gerichtshofs zur Westsahara umging. Nach der Aushandlung des Madrider Abkommens mit Marokko und Mauretanien zog Spanien seine Truppen und Bürger aus dem Gebiet ab. Die Zugehörigkeit des Gebiets blieb danach umstritten (siehe Westsaharakonflikt).
Nach der Demokratisierung Spaniens stieg die legale und illegale Migration aus Marokko nach Spanien an. Ungeklärt blieb der Status der Plazas de Soberanía. Ceuta und Mellila wurden 1995 zu Ciudad autónoma erhoben, womit sie einen eigenständigen Status erhielten. Am 6. Juli 2002 wurden die spanischen Militäroperationen auf den Alhucemas-Inseln von Marokko als Aggression empfunden. Am 11. Juli 2002 brach eine Krise um die Perejil-Insel aus, als Angehörige der Marokkanischen Marine die unbewohnte Perejil-Insel vor der nordafrikanischen Küste besetzten. Sechs Tage später startete Spanien die „Operation Romeo-Sierra“, und 28 Angehörige der Sondereinsatzgruppen der spanischen Armee übernahmen die Kontrolle über das Eiland und vertrieben die sechs marokkanischen Kadetten, die sich zu diesem Zeitpunkt auf dem Eiland aufhielten und keinen Widerstand leisteten.

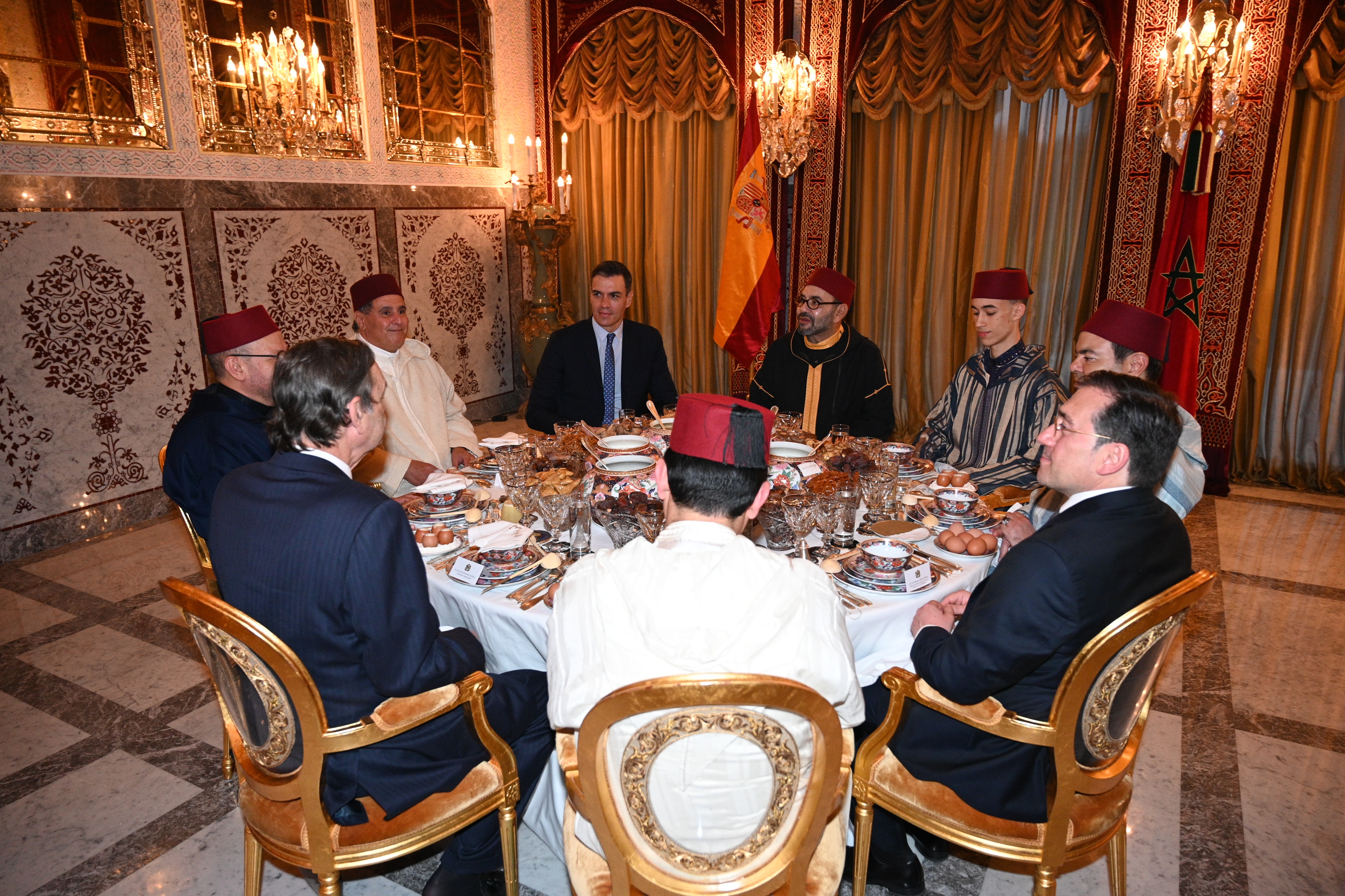
Pedro Sánchez mit Mohammed VI. in Marokko (2022)

Als ehemalige Kolonialmacht spielte Spanien weiterhin eine Rolle in der Westsahara und der Unabhängigkeitskampf der Sahrauis genießt in Spanien eine gewisse Sympathie. Im April 2021 wurde der Führer der Befreiungsbewegung der Westsahara, Brahim Galli, in einem spanischen Krankenhaus behandelt. Bald darauf wurde die spanische Enklave Ceuta mit marokkanischer Unterstützung von tausenden Migranten gestürmt. Marokko reagierte mit mehreren weiteren Gegen- und Vergeltungsmaßnahmen, darunter die Gewährung von Asyl für den katalanischen Separatisten Carles Puigdemont am 30. April. Unter Pedro Sánchez begann Spanien im März 2022 einen Autonomiestatus der Westsahara innerhalb von Marokko zu unterstützen, eine Annäherung an die marokkanische Position, um die belasteten Beziehungen zu Marokko zu verbessern. Im März 2023 erklärte der spanische Außenminister, Jose Manuel Albares, dass die Beziehungen zwischen Marokko und Spanien einen neuen Höchststand erreicht hätten und sprach von einer „strategischen Partnerschaft auf allen Ebenen“.

## Wirtschaftsbeziehungen
Das Handelsvolumen zwischen beiden Staaten lag 2021 bei 20 Milliarden Euro, davon waren 12 Milliarden spanische Exporte nach Marokko. Außerhalb der EU-Staaten gehört Marokko damit zu den wichtigsten Handelspartnern Spaniens. Knapp 1000 spanische Unternehmen sind in Marokko tätig. 2022 wurde ein Kooperationsabkommen zwischen beiden Staaten unterzeichnet, welche die Zusammenarbeit in Sektoren wie Wasserversorgung, Infrastruktur und erneuerbare Energien verstärkte.

## Migration

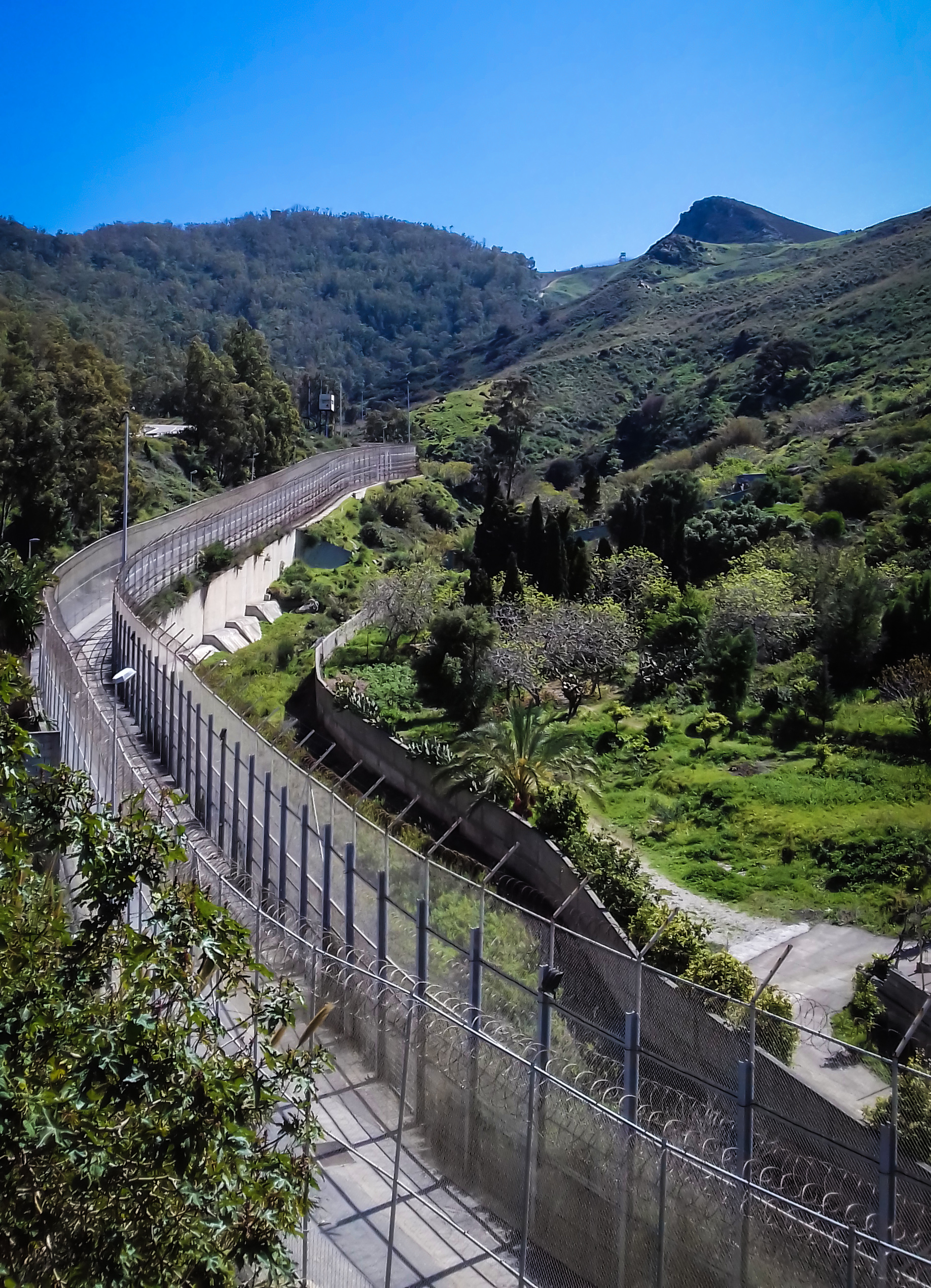
Grenzzaun bei Ceuta

Nach Statistiken von 2022 sind Marokkaner mit 872.759 im Land lebenden Bürgern die größte Einwanderergemeinschaft in Spanien. Marokkaner in Spanien leben am häufigsten in Barcelona, Madrid und Murcia.
Die spanisch-marokkanische Grenze ist ein Hotspot für Flüchtlinge und Migranten aus Afrika, welche die Europäische Union erreichen möchten. Beide Länder kooperieren deshalb bei der Verhinderung von illegaler Migration, wofür Marokko auch Gelder von der EU erhält. Es wurden auch Barrieren wie der Grenzzaun bei Ceuta errichtet, um die Migration zu kontrollieren. Immer wieder kommt es zu Toten an der gemeinsamen Grenze. Bei dem Versuch, die Grenze zu Mellila überqueren, sind im Juni 2022 laut Berichten mindestens 23 Menschen ums Leben gekommen.
Am 17. Mai 2021 überquerten etwa zahlreiche Migranten die marokkanisch-spanische Grenze nach Ceuta und Melilla und passierten die Landungsbrücken von Benzú und El Tarajal, nachdem die marokkanischen Sicherheitskräfte die Kontrollmechanismen nach dem Krankenhausaufenthalt von Brahim Ghali in Spanien gelockert hatten.

## Sport
Die Fußball-Weltmeisterschaft 2030 wird von Marokko, Spanien und Portugal gemeinsam ausgetragen werden (zusätzlich zu einigen Spielen in Südamerika).